# Ingeniería del transporte
La ingeniería del transporte se encarga de la planificación, el diseño, operación y administración de las instalaciones de cualquier modo de transporte con el fin de proveer un movimiento seguro, conveniente, económico y ambientalmente amigable de bienes y personas. La ingeniería de transporte es una de las áreas de la ingeniería que se relaciona con otras disciplinas, como: transporte marítimo, aéreo y terrestre de cargas, planificación urbana, economía, psicología, diseño, seguros, comercio internacional, logística y supply chain, comunicación social, ciencia política y estadística.
Los aspectos de planificación de la ingeniería de transporte se relacionan con elementos de planificación urbana e involucran decisiones de previsión técnica y factores políticos. El pronóstico técnico de los viajes de pasajeros generalmente implica un modelo de planificación del transporte urbano , que requiere la estimación de la generación de viajes (número de viajes con propósito), distribución de viajes (elección de destino, hacia dónde se dirige el viajero), elección de modo ( modo que se está tomando) y asignación de ruta(las calles o rutas que se están utilizando). Los pronósticos más sofisticados pueden incluir otros aspectos de las decisiones de los viajeros, incluida la propiedad de automóviles, el encadenamiento de viajes (la decisión de vincular viajes individuales en un recorrido) y la elección de la ubicación residencial o comercial (conocido como pronóstico del uso del suelo ). Los viajes de pasajeros son el centro de atención de la ingeniería de transporte porque a menudo representan el pico de demanda en cualquier sistema de transporte.
Una revisión de las descripciones del alcance de varios comités indica que, si bien la planificación y el diseño de instalaciones continúan siendo el núcleo del campo de la ingeniería de transporte, áreas como la planificación de operaciones, la logística, el análisis de redes, el financiamiento y el análisis de políticas también son importantes, en particular para los que trabajan en carreteras y transporte urbano. El Consejo Nacional de Examinadores de Ingeniería y Agrimensura (NCEES) enumera en línea los protocolos de seguridad, los requisitos de diseño geométrico y el tiempo de las señales.
La ingeniería de transporte implica principalmente la planificación, el diseño, la construcción, el mantenimiento y la operación de las instalaciones de transporte. Las instalaciones admiten transporte aéreo, por carretera, ferroviario, por tuberías, acuático e incluso espacial. Los aspectos de diseño de la ingeniería de transporte incluyen el dimensionamiento de las instalaciones de transporte (cuántos carriles o cuánta capacidad tiene la instalación), la determinación de los materiales y el grosor utilizados en el diseño del pavimento , la geometría (alineación vertical y horizontal) de la carretera (o pista).
Antes de proceder a cualquier planificación, un ingeniero debe realizar lo que se conoce como un inventario de la zona o, si procede, del sistema anterior existente. Este inventario o base de datos debe incluir información sobre población, uso del suelo, actividad económica, instalaciones y servicios de transporte, pautas y volúmenes de viajes, leyes y ordenanzas, recursos financieros regionales y valores y expectativas de la comunidad. Estos inventarios ayudan al ingeniero a crear modelos de negocio para completar previsiones precisas de las condiciones futuras del sistema.
Las operaciones y la gestión implican ingeniería de tráfico, para que los vehículos circulen sin problemas por la carretera o la vía.  Las técnicas más antiguas incluyen señales de tráfico, semáforos,  señalización del firme y autopistas de peaje.  Las nuevas tecnologías incluyen sistemas inteligentes de transporte, sistemas avanzados de información al viajero, como  señales de mensaje variable, sistemas avanzados de control del tráfico como medidores de rampa) e integración de infraestructuras de vehículos. Los  factores humanos son un aspecto de la ingeniería del transporte, en particular en lo que respecta a la interfaz conductor-vehículo y la interfaz de usuario de las señales de tráfico, las señales y las marcas.

## Planificación de transporte
La planificación del transporte es el proceso de definición de políticas futuras, objetivos, inversiones y diseños de planificación espacial para prepararse para las necesidades futuras de trasladar personas y mercancías a los destinos. Tal como se practica hoy, es un proceso de colaboración que incorpora los aportes de muchas partes interesadas, incluidas varias agencias gubernamentales, empresas públicas y privadas. Los planificadores de transporte aplican un enfoque multimodal y/o integral para analizar la amplia gama de alternativas e impactos en el sistema de transporte para influir en los resultados beneficiosos.
La planificación del transporte también se conoce comúnmente como planificación del transporte a nivel internacional y está relacionada con la evaluación, evaluación, diseño y ubicación de las instalaciones de transporte (generalmente calles, carreteras, carriles para bicicletas y líneas de transporte público).

## Áreas de la ingeniería de transporte

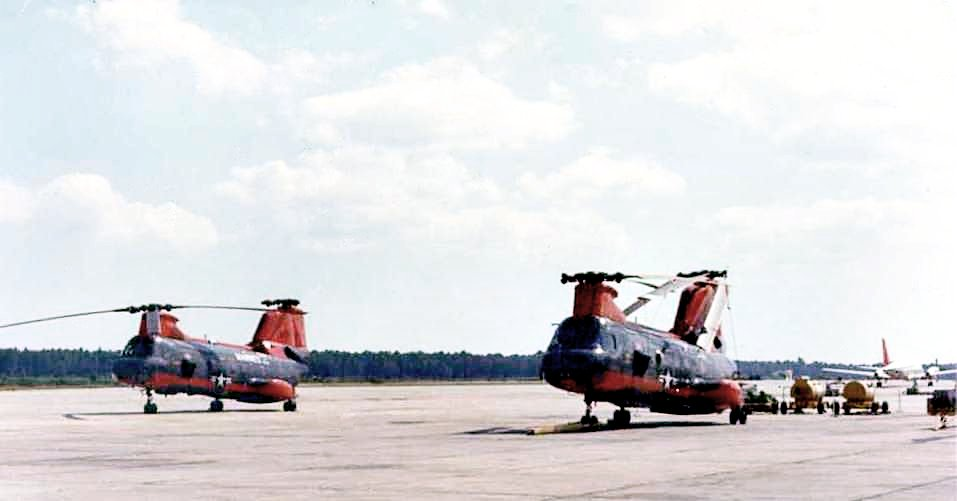

La tarea del ingeniero de tráfico es diseñar la interacción de los subsistemas vehículos, infraestructura y seguridad vial de una rama de tráfico (en tráfico aéreo, por ejemplo, aeronaves, aeródromos, navegación, así como control de vuelo y seguridad) de tal manera que un determinado tarea de transporte en determinadas condiciones durante toda la vida útil de un medio de transporte con la máxima seguridad vial, una economía óptima y un impacto medioambiental mínimo. El enfoque principal del ingeniero de tráfico está en el resultado del sistema general y el proceso general, mientras que el ingeniero de desarrollo y el diseñador optimizan principalmente los subsistemas y los subprocesos. [1]Dependiendo de su especialización, los ingenieros de transporte trabajan en los modos de transporte individuales (por ejemplo, como ingeniero ferroviario) o de forma intermodal. Como bien público, el transporte y la movilidad están determinados por procesos y niveles políticos y presentan a los ingenieros de transporte el desafío de actuar a nivel político y presentar las relaciones técnicas de manera comprensible para hacer que los modos de transporte sean más eficiente en términos económicos, ecológicos y sociales en el marco de una política de transporte.

## Teoría
Los aspectos de planificación de la ingeniería del transporte están relacionados con elementos de planificación urbana, e implican decisiones de previsión técnica y factores políticos. La previsión técnica de los viajes de pasajeros suele implicar un modelo de planificación del transporte urbano, que requiere la estimación de la generación de viajes, la distribución de viajes, la elección de modo y la asignación de rutas. Las previsiones más sofisticadas pueden incluir otros aspectos de las decisiones de los viajeros, como la propiedad de automóviles, el encadenamiento de viajes (la decisión de enlazar viajes individuales en un recorrido) y la elección de la ubicación residencial o comercial (lo que se conoce como previsión del uso del suelo). Los viajes de pasajeros son el centro de atención de la ingeniería del transporte porque suelen representar el pico de demanda de cualquier sistema de transporte.
Una revisión de las descripciones del ámbito de varios comités indica que, aunque la planificación y el diseño de instalaciones siguen siendo el núcleo del campo de la ingeniería del transporte, áreas como la planificación de operaciones, la logística, el análisis de redes, la financiación y el análisis de políticas también son importantes, especialmente para quienes trabajan en el transporte urbano y por carretera. El National Council of Examiners for Engineering and Surveying (NCEES) enumera en línea los protocolos de seguridad, los requisitos de diseño geométrico y la sincronización de señales.
La ingeniería del transporte se ocupa principalmente de la planificación, el diseño, la construcción, el mantenimiento y el funcionamiento de las instalaciones de transporte. Las instalaciones sirven para el transporte aéreo, por carretera, por ferrocarril, por tuberías, por agua e incluso espacial. Los aspectos de diseño de la ingeniería de transporte incluyen el dimensionamiento de las instalaciones de transporte (cuántos carriles o cuánta capacidad tiene la instalación), la determinación de los materiales y el grosor utilizados en pavimento, el diseño de la geometría (alineación vertical y horizontal) de la calzada (o vía).
Antes de cualquier planificación, un ingeniero debe realizar lo que se conoce como un inventario de la zona o, en su caso, del sistema anterior existente. Este inventario o base de datos debe incluir información sobre población, uso del suelo, actividad económica, instalaciones y servicios de transporte, patrones y volúmenes de viajes, leyes y ordenanzas, recursos financieros regionales y valores y expectativas de la comunidad. Estos inventarios ayudan al ingeniero a crear modelos de negocio para completar previsiones precisas de las condiciones futuras del sistema.
Las operaciones y la gestión implican ingeniería de tráfico, para que los vehículos circulen sin problemas por la carretera o la vía.  Las técnicas más antiguas incluyen Señales de tráfico, Semáforos, Marcas viales y Autopistas de peaje.  Las nuevas tecnologías incluyen sistemas inteligentes de transporte, sistemas avanzados de información al viajero (como señales de mensaje variable), sistemas avanzados de control del tráfico (como medidores de rampa) e integración de infraestructuras de vehículos. Los factores humanos son un aspecto de la ingeniería del transporte, en particular en lo que respecta a la interfaz conductor-vehículo y la interfaz de usuario de las señales de tráfico, señales y marcas.

### Ingeniería de tránsito
Esta disciplina aplica la técnica, tecnología y principios científicos para permitir un movimiento eficiente y seguro de elementos (vehículos o personas) en una facilidad (calle o carretera). Principalmente esta disciplina se encarga de estudiar (a) el flujo del tránsito en una vía continua y (b) las intersecciones viales.

### Otras áreas
- Ingeniería de puertos
- Ingeniería aeronáutica
- Ingeniería ferroviaria
- Ingeniería en Logística y distribución
- Supply Chain Management
- Comercio Internacional

Un ingeniero especialista en Ingeniería de Transporte, usualmente debe tener conocimientos en las siguientes áreas:
- Planificación de transporte
- Economía del transporte
- Transporte en modos activos (peatones y bicicletas)
- Seguridad vial
- Modelización de transporte
- Gestión de contratos y concesiones
- Ingeniería de tráfico
- Transporte público y masivo
- Operación de sistemas de transporte
- Diseño de vías
- Abastecimiento y compras internacionales (procurement)
- Gestión de transporte marítimo, aéreo y terrestre (nacional e internacional)
- Gestión de Almacenes o Centros de Distribución
- Administración de Flotas

## Ingeniería de carreteras

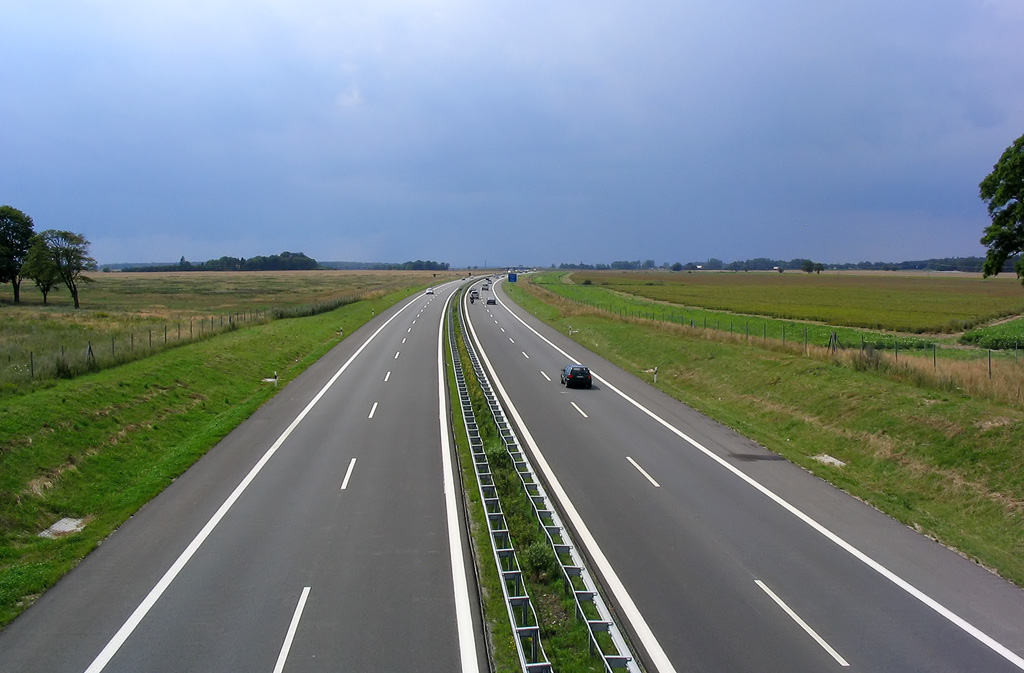
Autovía A 20 rápida por Langsdorf, Alemania.

Los ingenieros de esta especialización
- Se ocupan de la planificación, el diseño, la construcción y la explotación de autopistas, carreteras y otras instalaciones para vehículos, así como de las infraestructuras para bicicletas y peatones.
- Estimar las necesidades de transporte de la población y garantizar la financiación de los proyectos.
- Analizar la seguridad y la capacidad de los lugares con mayor volumen de tráfico y colisiones.
- Utilizar los principios de la ingeniería para mejorar el sistema de transporte
- Utilizar los tres controles de diseño, que son los conductores, los vehículos y las propias carreteras.

## Ingeniería ferroviaria
Los ingenieros ferroviarios se encargan del diseño, la construcción y la operación de vías férreas y sistemas de transporte público que utilizan una guía fija (como el tren ligero o los monorrieles).
Las tareas típicas incluyen:
- Determinar la alineación horizontal y vertical de las vías férreas.
- Determinar la ubicación de la estación
- Diseñe segmentos funcionales de estaciones como líneas, andenes, etc.
- Estimar el costo de construcción

Los ingenieros ferroviarios trabajan para construir una red de transporte más limpia y segura reinvirtiendo y revitalizando el sistema ferroviario para satisfacer las demandas futuras. Los ingenieros ferroviarios muchas veces trabajan con funcionarios electos en temas de transporte ferroviario para asegurarse de que el sistema ferroviario satisfaga las necesidades de transporte del país.
Los ingenieros ferroviarios también pueden ingresar al campo especializado del despacho de trenes, que se enfoca en el control del movimiento de trenes.

## Ingeniería aeroportuaria

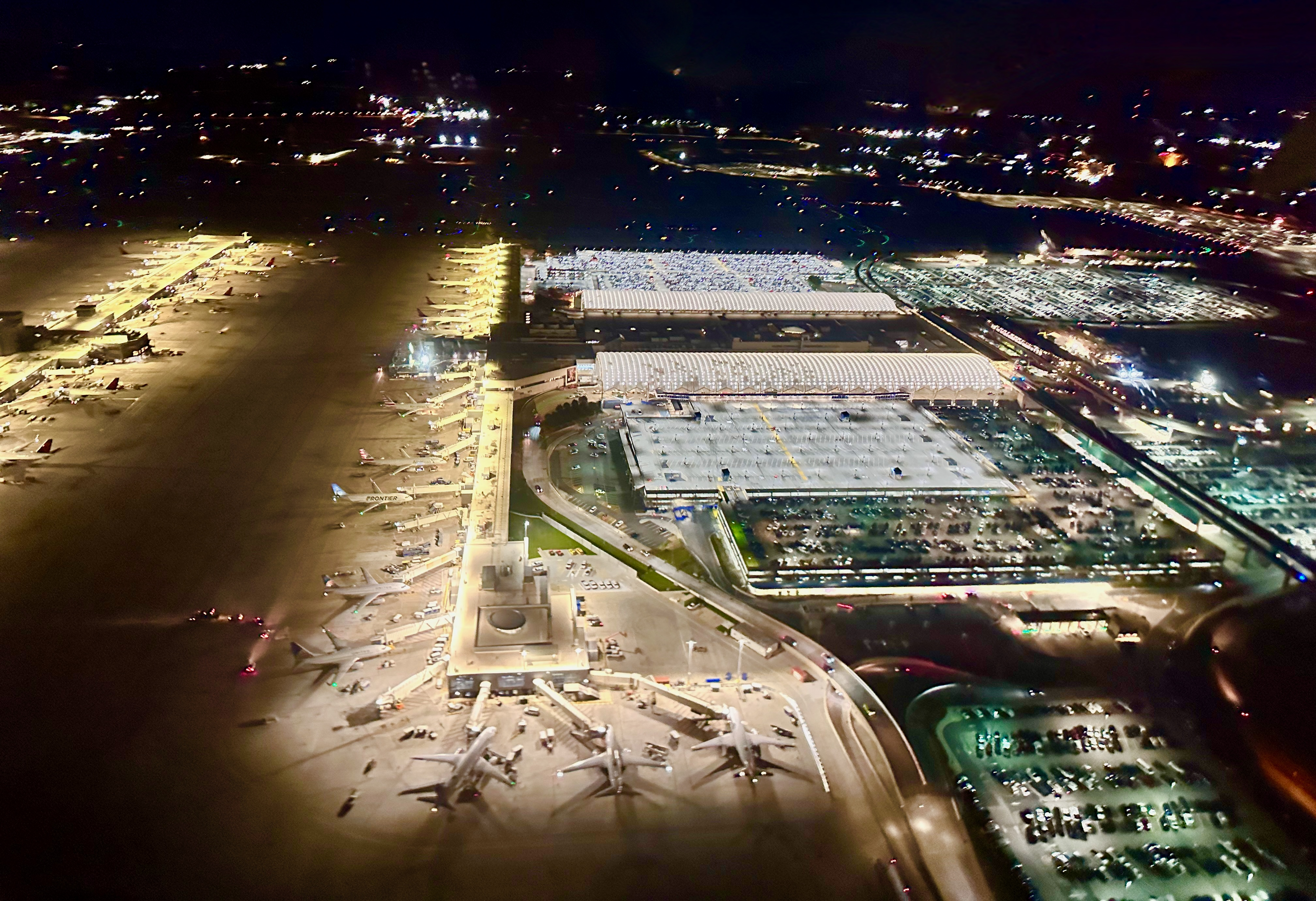
El aeropuerto internacional Hartsfield-Jackson Atlanta es el de mayor tráfico del mundo.

Los ingenieros aeroportuarios diseñan y construyen aeropuertos.  Los ingenieros aeroportuarios deben tener en cuenta los impactos y demandas de las aeronaves en su diseño de las instalaciones aeroportuarias. Estos ingenieros deben utilizar el análisis de la dirección predominante del viento para determinar la orientación de las pistas, las longitudes de la pista de acuerdo a los tipos de aviones que operarán desde el aeropuerto, determinar el tamaño de las zonas de borde de pista y de seguridad, las diferentes distancias de punta de ala a punta de ala para todas las puertas de embarque y deben designar las zonas despejadas en todo el puerto. 
El Departamento de Ingeniería Civil, formado por Ingenieros Civiles y Estructurales, se encarga del diseño estructural de las terminales de pasajeros, de diseño de terminales y de carga, de los hangares para aeronaves (para el estacionamiento de aviones comerciales, privados y gubernamentales), de las pistas y otros pavimentos, de los edificios técnicos para la instalación de las ayudas en tierra del aeropuerto, etc., para las necesidades internas de los aeropuertos y los proyectos de consultoría. Incluso son responsables del plan director de los aeropuertos con los que están autorizados a trabajar.

## Ingeniería de puertos
La ingeniería de puertos comprende un amplio espectro de temas. Se destacan temas como la selección del sitio, el diseño y disposición del puerto, la ingeniería estructural de sus elementos, la hidrodinámica y sedimentación, la infraestructura y servicios, .  Al enfocarse en estos aspectos detallados, la ingeniería de puertos y transporte marítimo puede lograr operaciones eficientes, seguras y sostenibles que satisfagan las demandas del comercio marítimo moderno.

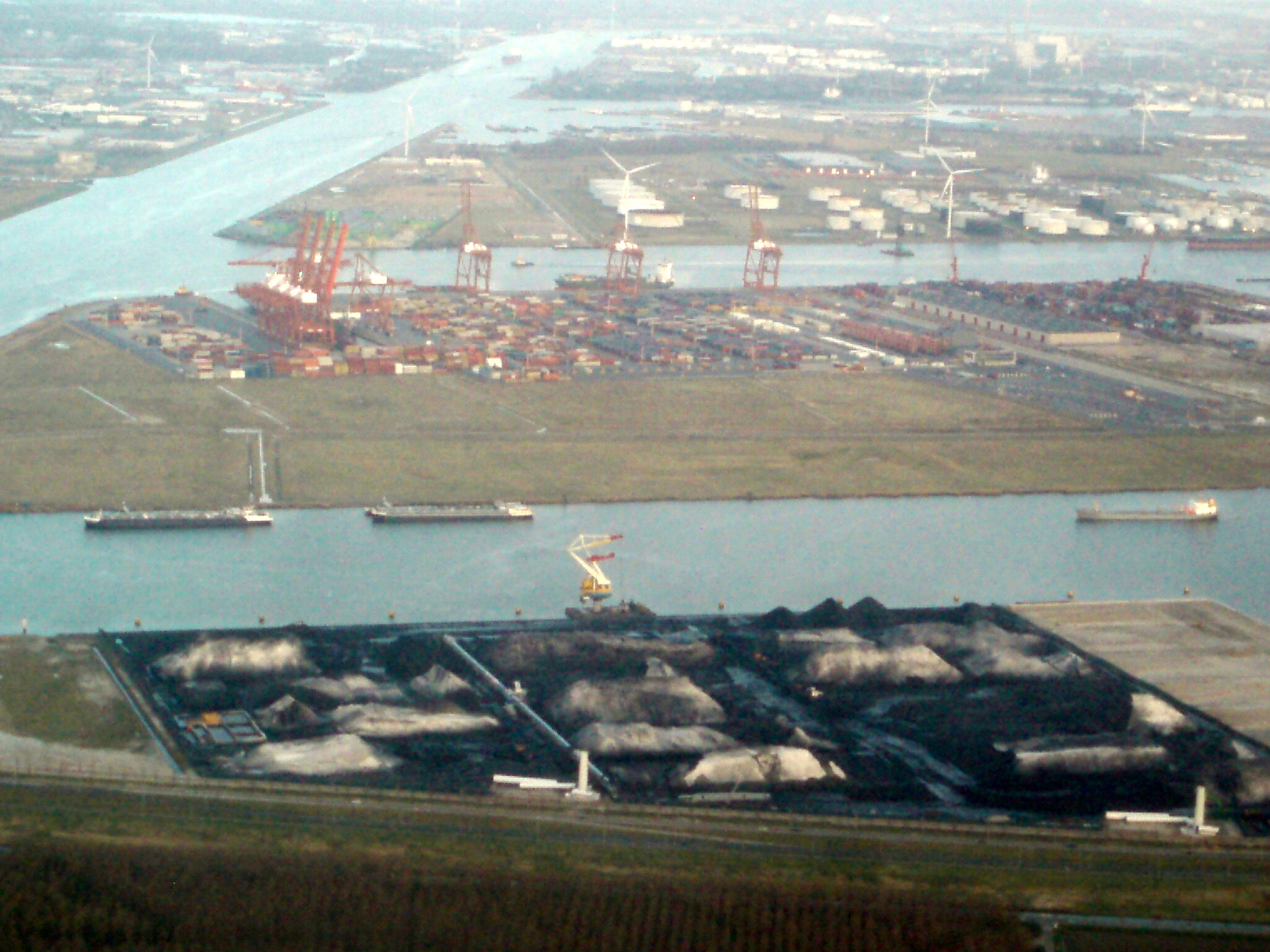
Canal del mar del Norte donde se emplaza el puerto de Amsterdam con sus secciones Afrikahaven, Amerikahaven y Westhaven.

### Selección del sitio y consideraciones ambientales
Se deben realizar estudios geotécnicos tales como perforaciones de sondeos para recolectar muestras de suelo y roca, pruebas de laboratorio en muestras para determinar propiedades como resistencia, compresibilidad y permeabilidad, como así mismo realizar estudios geofísicos para mapear las condiciones del subsuelo e identificar posibles peligros como líneas de falla.
En línea con requisitos modernos, es preciso realizar una evaluación del Impacto Ambiental que el puerto y las actividades que en el se llevarán a cabo tendrán sobre la calidad del agua, la vida marina y los hábitats costeros, tanto en condiciones de funcionamiento normal como frente a incidentes que pudieran ocurrir en los barcos y en las instalaciones del puerto. También se debe modelar los posibles impactos de la construcción y operación sobre las corrientes, el transporte de sedimentos y los ecosistemas marinos. Y finalmente desarrollar medidas de mitigación para minimizar los impactos negativos, como la creación de arrecifes artificiales o la implementación de medidas de control de la contaminación.

### Diseño y disposición del puerto
Según la geografía costera, podrá ser necesario contar con rompeolas y espigones. Estas estructuras deberán diseñarse en base a datos climáticos de olas, considerando factores como altura de la ola, período y dirección. Se utilizan materiales como armadura de roca, cajones de hormigón o contenedores de arena con geotextiles, que a veces incorporan características para disipar la energía de las olas, como superficies escalonadas o inclinadas.
En lo que respecta a canales de navegación, los mismos deberán tener la profundidad y el ancho requeridos en función del tamaño y tipo de buques que utilizarán el puerto. Se deben planificar operaciones de dragado regulares necvesarias para mantener la profundidad del canal, utilizando métodos como dragado de succión con cortador o dragado de tolva de succión.
Los muelles y dársenas se diseñan para acomodar diferentes tipos de buques, incluidos cargueros a granel, barcos portacontenedores y petroleros. Al respecto se deben asegurar sistemas de defensas suficientes para proteger tanto a los buques como a las estructuras del muelle durante el amarre y el atraque.

### Ingeniería estructural
Las estructuras de muelles y malecones se construyen con materiales como hormigón reforzado, acero o materiales compuestos, considerando durabilidad y capacidad de carga. Los diseños están optimizados para manejar cargas dinámicas de olas, viento y movimientos de buques, así como cargas estáticas de carga y equipo. Además los mismos incluyen provisiones para sistemas de amarre y anclaje, tales como bolardos, cornamusas y delfines de amarre estratégicamente ubicados para asegurar un amarre seguro.
Los diseños tienen en cuenta las diversas condiciones ambientales, incluyendo viento, corriente y cambios de marea.

### Hidrodinámica y sedimentación
En el diseño de puertos se realizan análisis de olas y corrientes, mediante modelos numéricos para simular la transformación de olas, refracción, difracción y reflexión dentro del puerto. También se estudian las corrientes de marea y sus interacciones con las estructuras del puerto para optimizar el diseño y minimizar la erosión.
Se deben implementar cuando resulta necesarios cortinas de sedimentos o trampas de sedimentos para controlar la dispersión de sedimentos durante las operaciones de dragado; como también cuencas y canales portuarios para minimizar áreas de bajo flujo donde los sedimentos pueden acumularse.

### Infraestructura y servicios
Especial atención se otorga a los equipos para la manipulación de carga, especialmente al tipo, capacidad, número y disposición de grúas de muelle (STS) para la manipulación de contenedores, con grúas de apilamiento automatizado (ASC) para operaciones de patio. La implementación de  sistemas de cintas transportadoras para carga a granel como carbón, grano y minerales, asegurando el control del polvo y el cumplimiento ambiental.
En forma complementaria se deben proveer instalaciones de almacenamiento para la carga, que involucra el diseño de patios de contenedores con una disposición eficiente para el apilamiento y la recuperación, considerando factores como el tipo de contenedor y la tasa de rotación. Proporcionar almacenamiento especializado para materiales peligrosos, asegurando el cumplimiento de las regulaciones de seguridad.
Establecer instalaciones para el mantenimiento y reparación de buques, incluyendo diques secos, rampas y talleres; y sistemas de suministro de combustible con estaciones de abastecimiento seguras y medidas de prevención de derrames.

### Seguridad y Protección
Los puertos deben adherir al Código Internacional para la Protección de los Buques y de las Instalaciones Portuarias (ISPS) para medidas de seguridad portuaria. Los puertos deben implementar protocolos de seguridad para la manipulación de carga peligrosa y respuesta a emergencias, incluyendo sistemas de lucha contra incendios y contención de derrames de petróleo; ello es complementado con el desarrollo de planes de respuesta a emergencias para incidentes como derrames de petróleo, incendios y desastres naturales y realizar simulacros y capacitación regular para el personal portuario y los respondedores de emergencia.

### Gestión de Logística y Operaciones
Uso de sistemas de Servicios de Tráfico Marítimo (VTS) para monitorear y gestionar los movimientos de los buques, asegurando una navegación segura y evitando congestiones; además se deben implementar sistemas de acceso automatizados para el movimiento eficiente de camiones y carga dentro del puerto.
Utilizar Sistemas Comunitarios Portuarios (PCS) para coordinar actividades logísticas entre las partes interesadas del puerto, incluyendo líneas navieras, operadores de terminales y autoridades aduaneras. Ello incluye el implementar Sistemas de Operación de Terminales (TOS) para gestionar las operaciones de los patios de contenedores, incluyendo el seguimiento de inventarios y la asignación de recursos.

### Consideraciones Económicas y Financieras
En la evaluación de la decisión de constituir un puerto se deben realizar análisis de costo-beneficio, incluyendo cálculos de Valor Presente Neto (VPN), Tasa Interna de Retorno (TIR) y período de recuperación para el proyecto propuesto. Se exploran diversas fuentes de financiación, incluidos subvenciones gubernamentales, inversiones del sector privado y asociaciones público-privadas (APP); y se desarrollan  modelos de negocio que aseguren la sostenibilidad financiera, como acuerdos de concesión o arreglos de arrendamiento. 